# Кустерер, Сабина
Сабина Кустерер (нем. Sabine Kusterer; род. 4 января 1991, Карлсруэ, Баден-Вюртемберг) — немецкая тяжелоатлетка, выступающая в весовой категории до 64 кг. Участница летних Олимпийских игр 2016 и 2020 года.

## Биография
Сабина Кустерер родилась 4 января 1991 года.
Сабина Кустерер выступала на чемпионате Европы среди юниоров в 2009 году. Она заняла пятое место в весовой категории до 63 кг с результатом 188 килограммов (84 + 104).
В 2010 году она выступила на взрослом чемпионате мира в весовой категории до 58 килограммов. Сабина подняла 83 килограмма в рывке, 101 в толчке и заняла итоговое 17-е место с результатом 184 кг. На юниорском чемпионате Европы в том же году она стала четвёртой, улучшив результат до 186 кг.
На чемпионате Европы 2011 года Кустерер вновь улучшила свой рекорд, подняв 188 кг в сумме за два упражнения, что позволило ей занять седьмое место. На чемпионате мира она стала лишь 21-й, при этом подняв 87 кг в рывке и 105 кг в толчке.
В 2012 году на чемпионате Европы она подняла те же килограммы, которые ей покорились на мировом первенстве в прошлом году, и немка заняла девятое место.
На чемпионате Европы 2013 года Кустерер стала седьмой, подняв 188 кг (85 + 103). Она участвовала на Универсиаде в Казани, где перешла в категорию до 63 кг и стала также седьмой с результатом 198 кг (85 + 103).
На чемпионате Европы 2014 года Сабина стала шестой, подняв в сумме 205 килограммов в категории до 63 кг. На чемпионате мира она подняла на два килограмма меньше: по одному в каждом упражнении. Этот результат принёс ей 19-е место.
Кустерер участвовала на чемпионате Европы 2016 года, где она стала 11-й с результатом 189 кг. Немка получила право участвовать на Олимпийских играх, где представляла свою страну в категории до 58 килограммов. Она подняла 90 килограммов в рывке, а затем толкнула 110 кг, заняв десятое место.
В 2017 году немка участвовала на Универсиаде, вернувшись в категорию до 63 кг. Она стала четырнадцатой, подняв всего 186 кг.
На чемпионате мира 2018 года в Ашхабаде Кустерер заняла 16-е место, выступая в новой категории до 59 кг. Её результат составил 198 кг (89 + 109).
На чемпионате Европы 2019 года в Батуми Кустерер взяла 94 килограмма в рывке, но осталась без зачётной попытки в толчке. На чемпионате мира в Паттайе стала 16-й, подняв 95 и 115 кг в двух упражнениях.
В феврале 2024 года после последней успешной попытки в толчке на чемпионате Европы в Софии Сабина объявила о завершении спортивной карьеры, поблагодарив всех болельщиков с помоста.